# Biblioteca Republicană Științifică Agricolă a Universității Agrare de Stat din Moldova
{| class=infobox width=245px

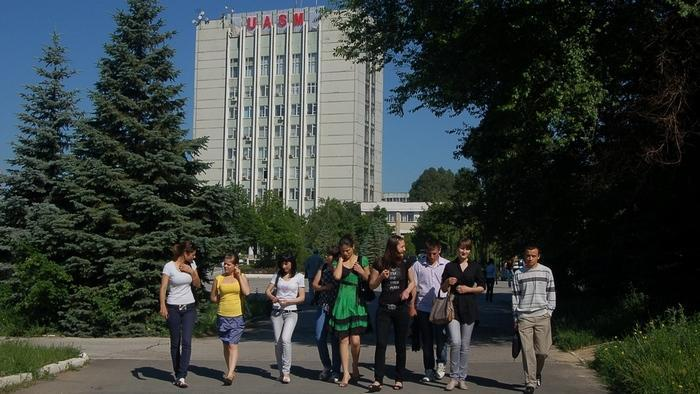

|colspan=2 align=center | Biblioteca Republicană Științifică Agricolă a Universității Agrare de Stat din Moldova
|-
|colspan=2 align=center |
|-
|colspan=2 align=center | Informații generale
|-
|Coordonate || 47° 2′ 0″ Nord 
28° 50′ 0″ Est
|-
|Țara || Republica Moldova
|-
|Localitate || Chișinău
|-
|colspan=2 align=center | Informații generale
|-
|Anul înfiițării || 9 aprilie 1933
|-
|Tip || Biblioteca Națională
|-
|Adresa || Str.  Mircești 42, or. Chișinău
|-
|colspan=2 align=center | Colecții
|-
|Categorii de documente ||Colecții specializate în domeniul științelor agricole și adiacente cu peste 
 700 000 volume
|-
|colspan=2 align=center | Acces
|-
|Cerințe de acces || Biblioteca este accesibilă tuturor 
cetățenilor care au atins vârsta de 17 ani
|-
|colspan=2 align=center | Alte informații
|-
| ||  
|-
| Director || Ludmila Costin 
|- 
|Website || www.biblio.uasm.md 
|-
|colspan=2 align=center | Localizarea pe harta Chișinăului 
|-
|colspan=2 align=center |   Transport 
|-
|}
Biblioteca Republicană Științifică Agricolă este o bibliotecă din Chișinău, Republica Moldova. Biblioteca are un statut dublu de bibliotecă republicană și universitară și administrează peste 700 mii de volume din patrimoniul național de publicații de profil agricol.

## Repere istorice
- Punctul de plecare în istoria și activitatea BRȘA îl reprezintă anul 1933, când la 9 aprilie, conform Legii promulgate de către regele Carol al II-lea, Secția de Științe Agricole a Universității din Iași este transformată în Facultatea de Științe Agricole cu sediul la Chișinău[1]. Biblioteca își începe existența cu 6 mii de volume de publicații primite de la biblioteca Universității Ieșene, o sală de lectură cu o capacitate de 70 de locuri, într-un sediu amplasat pe strada Șciusev.
- Evenimentele istorice au influențat destinul bibliotecii. În perioada de război pentru integritatea colecției bibliotecii au fost întreprinse măsuri radicale: o parte din publicațiile bibliotecii au fost evacuate în orașul Balașov, regiunea Saratov, iar altele au fost transmise cititorilor pentru a fi păstrate. Spre regret, după război biblioteca nu a putut să-și recupereze colecția în întregime. Un rol mportant în restabilirea și dezvoltarea colecțiilor bibliotecii în perioada de după război au avut donațiile de carte primite de la instituțiile de învățămînt agricol din Tbilisi și Odesa, peste 3000 publicații științifice și didactice fiind donate de către Biblioteca Academiei Agricole "K. A. Timireazev" din Moscova.
- În anul 1956 are loc deschiderea primei săli de lectură în orășelul studențesc, iar în anul 1958 este înființată prima filială a bibliotecii pe lângă stațiunea experimentală „Chetrosu”.
- În anul 1969 bibliotecii i se atribuie funcția de bibliotecă regională în asigurarea servirii utilizatorilor prin intermediul împrumutului interbibliotecar cu documente din domeniul agriculturii și științelor adiacente.
- Conform ordinului Ministerului Învățământului în 1970 bibliotecii i se pune în sarcină acordarea asistenței de specialitate pentru opt biblioteci ale colegiilor agricole din țară, iar din anul 1974 Biblioteca devine Centru de Coordonare a Rețelei de Biblioteci Agricole din Republica Moldova, constituită din 17 biblioteci ale instituțiilor de cercetări științifice și ale colegiilor de profil agrar din țară. Având acest statut, BRȘA ghidează activitatea bibliotecilor din rețea, organizează seminare instructive, ateliere profesionale, elaborează sinteze statistice și informative, programe privind dezvoltarea profesională a bibliotecarilor, acordă asistență de specialitate și împrumut interbibliotecar de publicații.
- Rezultatele prin care s-a remarcat biblioteca și specialiștii ei în anii 70 s-au concretizat în aprecieri care au dat valoare eforturilor depuse: bibliotecii i se atribuie titlul de „Bibliotecă exemplară” de Ministerul Culturii a Moldovei, titlul de cea mai bună bibliotecă agricolă la concursul unional „Activitatea bibliotecilor agricole”, precum și categoria II de remunerare a muncii pentru complexitatea lucrărilor executate și funcțiile exercitate.
- Pentru asigurarea eficientă a procesului de studiu și cercetare științifică, în perioada anilor 70-80, au fost instituite diverse structuri de servire a utilizatorilor, cum ar fi: trei filiale ale bibliotecii în cadrul facultăților de: Mecanizare a Agriculturii și Hidroameliorații (1973), Zootehnie (1982), Medicină Veterinară (1985), sala de lectură pentru cadrele profesoral-didactice, sala de lectură pentru studenții din alte țări, minibiblioteci pe lângă catedrele universitare. Un moment important al acestei perioade a fost și transferarea bibliotecii în noul campus universitar de la Petricani.
- În anul 1995, prin ordinul Ministerului Agriculturii și Alimentației nr. 256 din 12.07.95, în baza bibliotecii universității este creată Biblioteca Republicană Științifică Agricolă, atribuindu-i-se statutul de centru informațional de rang republican în domeniul agricol.
- Anii 90 se caracterizează și prin amplificarea flexibilității bibliotecii ca spațiu, ca funcționalitate, ca acces și transparență la informație. Pînă în anul 1995 serviciile bibliotecii erau amplasate la diferite etaje ale blocurilor de studii, însă în acest an ele sunt concentrate într-un singur loc  la etajul II al blocului de studii al Facultății Economie pe o suprafață de 1082 m2, fapt ce facilitează accesul la colecțiile bibliotecii, dirijarea și colaborarea subdiviziunilor.
- Sfârșitul anilor 90 începutul anilor 2000 este marcat de amplificarea cooperării și colaborării cu biblioteci, centre de informare, instituții, organizații de profil de nivel internațional în scopul realizării schimbului de informații și experiențe, realizării de parteneriate.

## Colaborare la nivel internațional
- Bibliotecă Depozitară FAO în Moldova, asigurînd accesul la documentele editate sub egida FAO și difuzarea informației despre ele pe teritoriul Republicii Moldova. BRȘA beneficiază în mod gratuit de toate publicațiile editate sub egida FAO. De la înființare și pînă în prezent biblioteca a primit peste 1 000  documente pe diverse suporturi. Datorită relațiilor de colaborare cu FAO biblioteca are acces la cele mai performante baze de date internaționale agrare: AGRIS (bază de date bibliografice și referative), FAOSTAT (bază de date factografice),  AGORA  (bază de date cu textele integrale ale documentelor).
- Centru Național AGRIS-MOLDOVA în Sistemul Internațional de Informare în domeniul Tehnologiilor și Științelor Agrare  AGRIS . În calitate de centru național AGRIS, BRȘA participă din anul 2004 la crearea bazei de date internaționale AGRIS. BRȘA este responsabilă de colectarea, prelucrarea și introducerea documentelor de profil agrar editate pe teritoriul Republicii Moldova și transmiterea informațiilor respective la FAO pentru a fi integrate în baza de date centrală. Astfel, BRȘA are înregistrate la moment în baza de date AGRIS circa 700 de publicații științifice ale autorilor autohtoni.
- Membru al Rețelei Internaționale de Biblioteci Agricole  AGLINET  . AGLINET reprezintă un Sistem Internațional de Biblioteci Agricole, constituit din 55 biblioteci și centre de informare internaționale agrare din 50 de țări ale lumii, ce colaborează în vederea schimbului de informații în mod gratuit prin intermediul împrumutului interbibliotecar.